# Rio Notwane
O rio Notwane nasce em um canto do deserto de Calaari e flui para nordeste até desaguar no rio Limpopo, aproximadamente 50 km após a confluência do rio Limpopo com o rio Marico. Cerca de um terço da população do Botsuana reside na Bacia do Notwane, que inclui os centros urbanos de Gaborone, Molepolole, Mochudi, Kanye, Lobatse e Jwaneng.